# Datenremanenz
Datenremanenz (englisch data remanence), bedeutet, dass Daten auf Speichermedien oder elektronischen Bauelementen in verschiedenartiger Stärke erhalten bleiben und unter Umständen auch nach einem Löschvorgang wiederhergestellt werden können. 
Zur Speicherung der Daten auf magnetischen Speichermedien (zum Beispiel Festplatte, Magnetband, Diskette) wird die magnetische Remanenz BR ausgenutzt: auch nach dem Entfernen des Schreibkopfes bleiben die Daten auf der Festplatte, da die Teilchen ihre magnetische Orientierung behalten. Diese Remanenz, die in den Datenblättern von Herstellern/Vertreibern gelegentlich als Datenremanenz bezeichnet wird, liegt für Musikkassetten bei ca. 160 mT und bei Bändern für Videokameras bei 500 mT.
Datenremanenz bezieht sich aber auch auf den Verbleib von Daten auf dem Medium, nachdem diese durch unbeabsichtigte (z. B. Hitze, äußeres Magnetfeld) oder beabsichtigte (Löschen von Dateien) Vorgänge hätten gelöscht werden können. Der Begriff beschränkt sich dabei nicht auf magnetische Speichermedien, sondern auch allgemein auf elektronische Bauteile, bei denen Konfigurationsdaten auch bei Abschalten der Stromzufuhr erhalten bleiben sollen.
Datenremanenz ist häufig unerwünscht, wenn es darum geht, dass Daten eigentlich gelöscht werden sollten, aber auf dem Speichermedium verbleiben.